# Ezequiel Zamora (khu tự quản)
Ezequiel Zamora là một khu tự quản thuộc bang Barinas, Venezuela. Thủ phủ của khu tự quản Ezequiel Zamora đóng tại Santa Bárbara. Khự tự quản Ezequiel Zamora có diện tích 4042 km2, dân số theo điều tra dân số ngày 21 tháng 10 năm 2001 là 42104 người.